# Nazım Ekren
Nazım Ekren (* 4. Dezember 1956 in İstanbul) ist ein türkischer Politiker der AKP.

## Leben
Er absolvierte die Wirtschaftsfakultät İTİA in Bursa. Seine Doktorarbeit schrieb er über das Internationale Bankenwesen am Institut für Sozialwissenschaften der Universität Uludağ. Den Dozent-Titel für Wirtschaftstheorie und den Professor-Titel für angewandte Wirtschaft erhielt Ekren an der Marmara-Universität. Er war in der Verwaltung der derselben Universität tätig. Ekren hat an der Marmara-Universität sowie an anderen staatlichen und Stiftungsuniversitäten unterricht.
Nazım Ekren war 2001 Gründungsmitglied der Adalet ve Kalkınma Partisi (AKP) und Abgeordneter für die Provinz İstanbul in der 22. Legislaturperiode (14. Oktober 2002 - 22. Juli 2007) der Großen Nationalversammlung der Türkei.
Ab dem 29. August 2007 war Ekren Mitglied des II. Erdoğan-Kabinetts der AKP-Regierung unter Erdoğan als stellvertretender Ministerpräsident und Staatsminister. Er war zuständig für die generelle Koordination in wirtschaftlichen Themen und den Verwaltungsgerichtshof (Danıştay). Ihm unterstanden das Staatssekretariat für den Zoll, die Generaldirektion für Stiftungen, die Generaldirektion für soziale Hilfeleistung und Solidarität sowie das Sekretariat des Ausschusses des Werbefonds.
Nazım Ekren verwaltete:
- das Staatssekretariat für die staatliche Planungsorganisation (DPT)[2]
- das Präsidium des türkischen Statistikinstituts (TÜİK)[2]
- das Südostanatolien-Projekt (GAP)[2]

Nazım Ekren war zuständig für die Beziehungen zu
- der Generaldirektion der staatlichen Ziraat Bank (T. C. Ziraat Bankası)[2]
- der Generaldirektion der staatlichen Türkischen Volksbank (Türkiye Halk Bankası A.Ş.)[2]
- der Generaldirektion der staatlichen Türkischen Aufschwungsbank (Türkiye Kalkınma Bankası A.Ş.)[2]
- dem Ausschuß für den Kapitalmarkt (SPK)[2]
- dem Amt für Regelung und Überwachung des Bankenwesens (BDDK)[2]
- den Versicherungsfond für Spareinlagen (TMSF)[2]

Nazım Ekren verließ die Regierung bei der Kabinettrevision im Mai 2009.